# Bombardement de Bouaké
Le texte peut changer fréquemment, n’est peut-être pas à jour et peut manquer de recul. 
Le titre et la description de l'acte concerné reposent sur la qualification juridique retenue lors de la rédaction de l'article et peuvent évoluer en même temps que celle-ci.
Première guerre civile ivoirienne
Le bombardement de Bouaké est un affrontement armé au cours duquel les forces aériennes ivoiriennes bombardent des forces françaises de l’opération Licorne, occasionnant dix tués et 40 blessés. Cette attaque est un épisode-clé de la crise politico-militaire en Côte d'Ivoire et comporte encore de nombreuses zones d'ombre.
Le 6 novembre 2004 à 13 h 15, deux Soukhoï Su-25 de l'armée de l'air ivoirienne effectuent un bombardement du lycée français René Descartes de Bouaké (centre de la Côte d'Ivoire) qui servait de base à l'armée française. Ces avions étaient pilotés par deux pilotes biélorusses assistés chacun de copilotes ivoiriens. Le bilan est de neuf morts et 38 blessés parmi les soldats français, et d'un mort (agronome américain membre d'une ONG) ainsi que 2 blessés (français) parmi les civils.

## Contexte
Depuis l'intervention française à la suite de l'éclatement de la rebellion armée , la Côte d’Ivoire est coupée en deux : le Sud, contrôlé par le gouvernement ivoirien, et le Nord, aux mains des forces rebelles. Les forces françaises, dans le cadre de l’opération Licorne, sous les ordres du général Henri Poncet, sont déployées entre les deux belligérants avec les casques bleus de l’Opération des Nations unies en Côte d’Ivoire (Onuci) pour établir une zone de confiance.
Toutefois, le 4 novembre 2004, les forces gouvernementales lancent une offensive contre les rebelles, l'opération Dignité. Déployée en tant que force d’interposition et chargée par l’ONU de faire respecter le cessez-le-feu, l’armée française reçoit l’ordre de Paris de ne pas réagir, même s'il semble que l'Élysée ait tenté avec vigueur de dissuader les forces gouvernementales. Ainsi, le 4 novembre dans la matinée, les deux Su-25 frappent un bataillon des Forces nouvelles à Bouaké, puis le PC d'un officier de ces dernières. Dans l'après-midi, ils prennent pour cible la tour RTI et l'hôtel Tropico. Le lendemain, une colonne de Fanci menée par le capitaine Konan progresse au sol vers Bouaké. Les Su-25 ciblent Séguéla et Baboulifla, localités en dehors de Bouaké. Le 6 novembre, les opérations aériennes se poursuivent à Bongora, Brobo, Séguéla et Bouaké.

## Déroulement de l'attaque
Le 6 novembre 2004 en début d’après-midi, les deux Soukhoï Su-25 décollent de l’aéroport de Yamoussoukro, a priori pilotés par deux pilotes biélorusses, Boris Smahine et Youri Souchkine, secondés par deux copilotes ivoiriens, le lieutenant-colonel Ange Gnanduillet et le lieutenant Patrice Oueï.
Vers 13 h 20, ils effectuent un premier passage de reconnaissance au-dessus du lycée français René Descartes de Bouaké où l'armée française a installé une base, avec plusieurs centaines de militaires et une soixantaine de blindés sous le commandement du colonel Patrick Destremau. Puis l’un des deux avions plonge en piqué et lâche ses roquettes sur le foyer .

## Victimes
Le bombardement, dans lequel sont lancées au moins 4 roquettes, fait dix morts (dont 9 soldats français et un civil américain) et 40 blessés (dont 38 soldats français et 2 civils français). Il s'agit du plus lourd bilan pour l'armée française depuis l'attentat dit "du Drakkar" au Liban en 1983.
Les familles des défunts ainsi que les victimes blessées se sont rassemblés au sein d'une association : l'"Association commémorative Descartes Bouaké du 06 novembre 2004",.

### Liste des victimes

#### Morts
- Neuf militaires français appartenant aux 2e RIMa, RICM et 515e régiment du train[3], membres de la force Licorne, tous "Morts pour la France" à Bouaké le jour du bombardement :

Les données de ce tableau proviennent du site Mémoires des Hommes(où chaque militaire décédé a une fiche), d'un article et d'un site internet. Les militaires sont classés par date de décès et nom de famille. L'âge est calculé à partir d'un modèle. Ne pas modifier.
| # | Nom        | Prénom   | S | Âge    | Armée | Grade          | Catégorie         | Unité   | Unité     | Unité    | Dpt/Pays de naissance | Situation familiale | Lieu de sépulture     | Lieu de sépulture |
| # | Nom        | Prénom   | S | Âge    | Armée | Grade          | Catégorie         | Nom     | Ville     | Dpt      | Dpt/Pays de naissance | Situation familiale | Ville                 | Dpt               |
| - | ---------- | -------- | - | ------ | ----- | -------------- | ----------------- | ------- | --------- | -------- | --------------------- | ------------------- | --------------------- | ----------------- |
| 1 | Barathieu  | Thierry  | H | 43 ans | Terre | Adjudant-chef  | Sous-officier     | RICMa   | Poitiers  | Vienne   | Allier                | marié 3 enfants     | Chasseneuil-du-Poitou | Vienne            |
| 2 | Capdeville | Philippe | H | 46 ans | Terre | Adjudant-chef  | Sous-officier     | RICMa   | Poitiers  | Vienne   | Oran                  | marié 3 enfants     | Gironde-sur-Dropt     | Gironde           |
| 3 | Decuypere  | David    | H | 19 ans | Terre | Caporal        | Militaire du rang | RICMa   | Poitiers  | Vienne   | Isère                 | célibataire         | Quirieu               | Isère             |
| 4 | Delon      | Francis  | H | 40 ans | Terre | Sergent-chef   | Sous-officier     | RICMa   | Poitiers  | Vienne   | Meurthe-et-Moselle    | marié 1 enfant      | Poitiers              | Vienne            |
| 5 | Derambure  | Laurent  | H | 32 ans | Terre | Sergent        | Sous-officier     | RICMa   | Poitiers  | Vienne   | Somme                 | marié 2 enfants     | Friaucourt            | Somme             |
| 6 | Duval      | Franck   | H | 32 ans | Terre | Brigadier-chef | Militaire du rang | 515e RT | Angoulême | Charente | Orne                  | célibataire         | Domfront              | Orne              |
| 7 | Falevalu   | Patelise | H | 34 ans | Terre | Caporal-chef   | Militaire du rang | 2e RIMa | Le Mans   | Sarthe   | Wallis-et-Futuna      | célibataire         | Nuku                  | Wallis-et-Fut.    |
| 8 | Marzais    | Benoît   | H | 21 ans | Terre | Caporal        | Militaire du rang | 2e RIMa | Le Mans   | Sarthe   | Vienne                | marié 2 enfants     | Vouneuil-s/-Vien.     | Vienne            |
| 9 | Tilloy     | Emmanuel | H | 23 ans | Terre | Caporal        | Militaire du rang | 2e RIMa | Le Mans   | Sarthe   | Manche                | célibataire         | La Glacerie           | Manche            |

- Un civil américain : Robert J. Carsky, un agronome de 49 ans travaillant pour Africa Rice[14]

#### Blessés
En plus des 10 morts, l'attaque a fait 40 blessés dont 38 parmi les soldats français présents au lycée Descartes, et 2 civils français. Certains des militaires ont témoigné dans les médias de leurs blessures et des séquelles :
- Stéphane Paradis, l'un des plus grièvement blessés : 3 semaines de coma, une prothèse métallique sur le haut du crâne, garde des difficultés pour entendre et pour lire longuement[15] ;
- un soldat anonyme : projeté à 15 mètres, un éclat dans le pied occasionnant 64 opérations, des difficultés à marcher avec une canne et une possible amputation[16] ;
- Pierrick Pavec, adjudant-chef : polycriblé et brûlé, coude gauche arraché, jambe fracturée, trois ans d'aller-retour à l'hôpital, handicapé à vie[17]
- Jérôme, sous-officier : blessure au bras, lourdes séquelles psychologiques[15] ;
- André Albaladéjo, sergent-chef mécanicien : réception d'éclats sur tout le corps[15] ;
- Thierry Jardry, adjudant au RICM : grièvement blessé dont un éclat de 19 cm dans la jambe[18], garde des troubles psychologiques[19].

### Hommages aux victimes

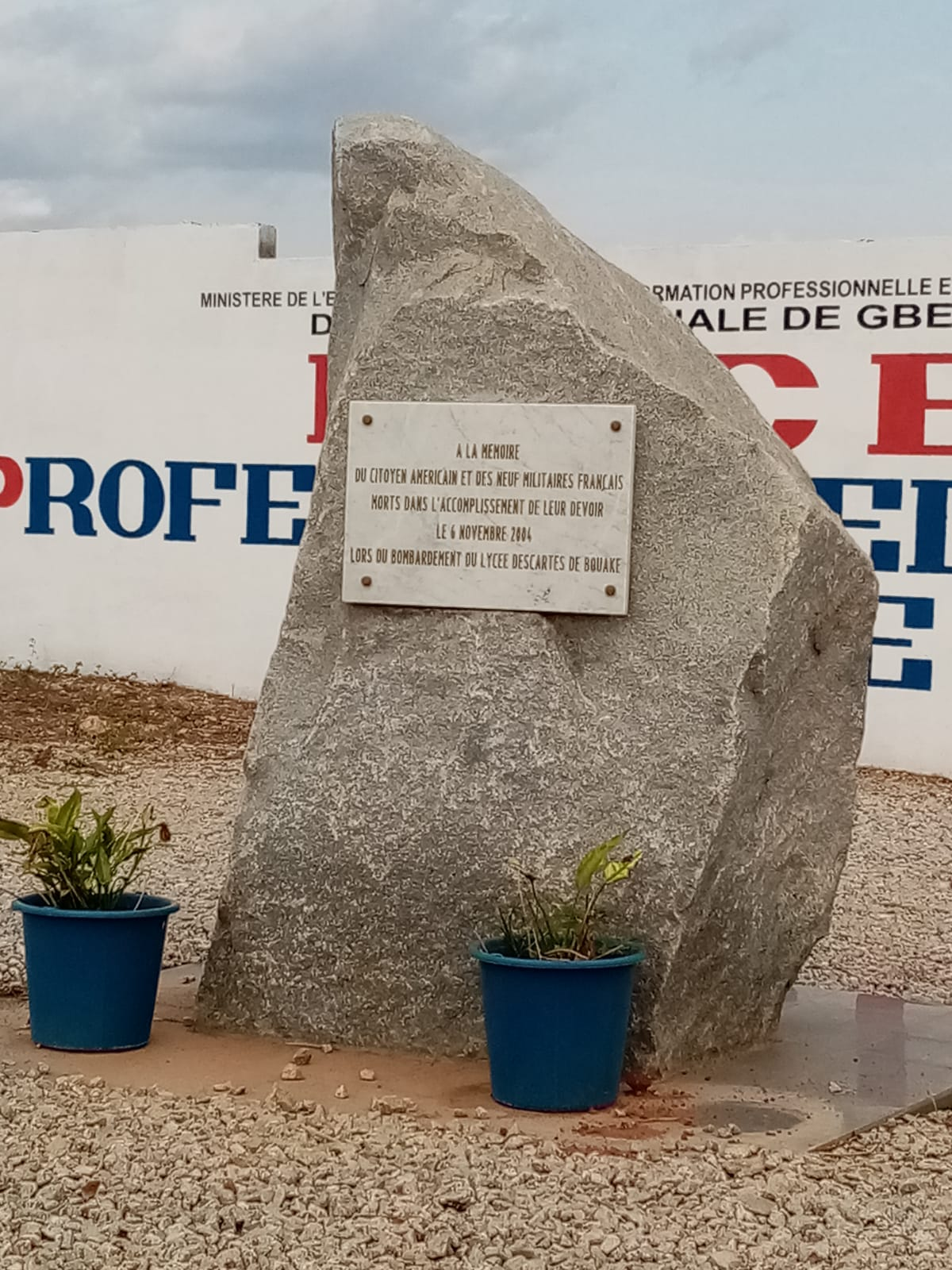
Stèle devant l'ancien lycée français Descartes de Bouaké en hommage aux morts du bombardement de Bouaké

Le 10 novembre 2004, une cérémonie d'hommage solennel pour les soldats tués a lieu dans la cour d'honneur de l'hôtel des Invalides (Paris), présidée par le président de la République française Jacques Chirac. La légion d’honneur ou la médaille militaire leur a été remise au cours d'une cérémonie dépouillée. Un hommage a également été rendu à 35 blessés de l’attaque.
Le 8 novembre 2005, une cérémonie d'hommage aux militaires tués a eu lieu aux Invalides, présidée par le ministre de la Défense (Michèle Alliot-Marie), en présence des généraux Henri Bentegeat (CEMA), Bernard Thorette (CEMAT), et Xavier de Zuchowicz (gouverneur militaire de Paris).
Une stèle dédiée à la mémoire des 9 soldats morts à cause du bombardement est présente au sein du camp militaire de Port-Bouët (Abidjan) des forces françaises en Côte d'Ivoire. Les noms des militaires morts sont aussi présents sur le monument au mort de ce camp, situé sur la place d'armes.
Le 11 novembre 2019 est inauguré le Monument aux morts pour la France en opérations extérieures dans le 15e arrondissement de Paris (dans le jardin Eugénie-Djendi du parc André-Citroën). Ce monument comprend, parmi les 549 noms au moment de l'inauguration, les noms des victimes décédées à cause du bombardement de Bouaké.
Le 22 décembre 2019, lors de la première visite d'un président de la République française à Bouaké, les présidents français (Emmanuel Macron) et ivoirien (Alassane Ouattara) et leurs épouses, inaugurent à l'emplacement de l'ancien lycée Descartes une stèle en hommage aux morts du bombardement. La stèle ne mentionne pas les noms des victimes. La cérémonie a lieu sans la présence des familles des rescapés, ni des familles des soldats tués, et sans discours,,.
En 2021, des victimes se plaignent dans la presse de l'absence de véritable reconnaissance : l'un affirme avoir reçu sa croix de guerre par courrier, ils n'ont jamais été reçus par un ministre de la Défense, la stèle de Bouaké a été inaugurée en 2019 en catimini sans la présence de victimes.
Le 28 juin 2023, la ville de Cherbourg-en-Cotentin décide de renommer la résidence de la Saillanderie en "rue du caporal Emmanuel Tilloy" en hommage à ce Glacérien, militaire du 2e régiment d'infanterie de marine, mort à cause du bombardement. Emmanuel Tilloy habitait dans cette résidence à l'époque du bombardement. Cet hommage a été sollicité par l'association de victimes du bombardement pour la célébration du 20e anniversaire du bombardement qui aura lieu en novembre 2024.
Le 6 novembre 2024, une cérémonie officielle s'est tenue à l'École nationale des sous-officiers d'active (ENSOA) de Saint-Maixent pour commémorer les 20 ans du bombardement de Bouaké, en présence du ministre des Armées, Sébastien Lecornu et des militaires ayant survécu à ce bombardement. Cet hommage a honoré la mémoire des neuf soldats tués, rappelant leur sacrifice et l’importance de perpétuer leur souvenir.

## Riposte française
Le président Jacques Chirac donne l'ordre de détruire les deux Su-25 qui ont atterri à Yamoussoukro pour être réarmés et ravitaillés en carburant. Vers 14h15, les Français entrent en action. Pendant que les techniciens les ravitaillent en carburant et empilent des bombes derrière les avions, à environ 650 mètres de distance, un détachement des troupes françaises opérant dans le cadre de l'opération Licorne s’apprête à agir, attendant le plus longtemps possible, jusqu'à ce qu'il y ait « un minimum de personnes autour des avions ».
Les militaires français tirent ensuite deux ATGM Milan visant le nez des Sukhoi afin d'éviter des « dommages collatéraux » inutiles (un coup direct contre le réservoir de carburant aurait provoqué une explosion et un incendie). Le Su-25UB "Red 21" est touché devant le cockpit et le "Red 22" endommagé. Un des techniciens ivoiriens est tué durant l’attaque.
Peu de temps après, un hélicoptère Mi-24 ivoirien attaque en riposte le complexe français de Yamoussoukro. Immédiatement endommagé par un tir au sol, l’hélicoptère est forcé de s’éloigner.
Le commandant de l'opération Licorne ordonne ensuite la destruction des deux Mi-24, d'un Mi-8 (TU-HVT) et d'un hélicoptère IAR.330 Puma basés près du palais présidentiel à Yamoussoukro. Les deux Mi-24 et le Puma sont complètement détruits, tandis que le Mi-8 est endommagé par un autre missile.

## Conséquences immédiates
Une heure après l'attaque sur le camp des forces françaises, des combats éclatent entre les militaires français et ivoiriens pour le contrôle de l'aéroport d'Abidjan, essentiel pour la France dans la perspective d'établir un pont aérien.
Le 6 novembre 2004, Charles Blé Goudé lance un appel à la télévision ivoirienne peu de temps après le bombardement des positions françaises par les Forces armées nationales de Côte d'Ivoire (FANCI) et la riposte française. Les partisans du président ivoirien s’attaquent en représailles aux ressortissants français à Abidjan et plusieurs milliers de Français sont évacués en catastrophe du pays.

## Conséquences à long terme
L'aviation ivoirienne est complètement détruite à la suite des bombardements de l'armée française, ce qui aura pour conséquence l'arrêt de l'offensive menée par l'armée ivoirienne en vue de reconquérir le pays.

## Commanditaires et mercenaires
De retour à Yamoussoukro, les deux pilotes biélorusses sont exfiltrés vers le palais de Yamoussoukro. Pourtant filmés par des militaires français, ils ont pris la fuite sans être inquiétés.
À Abidjan, le 9 novembre, des éléments de la Force Licorne prennent l’aéroport, saisissent un transporteur ukrainien Antonov An-12 et arrêtent 15 hommes, principalement ukrainiens, mais aussi russes et biélorusses, chargés de l'armement et de la maintenance des avions et hélicoptères russes du régime Gbagbo. Ils retiennent durant quatre jours ces individus, qui sont interrogés par les Forces spéciales françaises à Abidjan, avant d'être relâchés et remis au consul de Russie, le 11 novembre, en présence d’un délégué du Comité international de la Croix-Rouge, sur ordre de Paris.
Cinq jours plus tard, huit Biélorusses sont interceptés par les autorités togolaises à la frontière avec le Ghana, embarqués dans un minibus. Parmi eux, l’un des deux pilotes.
Le ministre togolais de l’Intérieur, François Boko décide de les placer en garde à vue et alerte le représentant de la DGSE et du SCTIP (Service de coopération technique internationale de police) à l'ambassade de France à Lomé, à qui il transmet leur identité. Mais les autorités françaises semblent avoir décidé de ne rien faire et François Boko se résout à leur expulsion après les avoir détenus deux semaines. Les individus relâchés disparaissent.
Les avions et équipages des Sukhoi avaient été acheminés depuis la Biélorussie via le Togo par un trafiquant d'armes bien connu, Robert Montoya, ancien gendarme de l’Élysée sous François Mitterrand. Le pilote Yuri Sushkin et le pilote Barys Smahin ne sont notamment pas réapparus depuis lors.
Certaines sources biélorusses déclarent qu'il s'agit de militaires anciens de l'armée biélorusse et ont travaillé sous le patronage des autorités du Bélarus,,,.

## Enquête
Une enquête judiciaire est ouverte en 2005 par le tribunal des armées de Paris pour assassinats.
En 2016, la juge d’instruction française Sabine Kheris, chargée du dossier depuis 2012 (et la quatrième juge depuis le début de la procédure), demande le renvoi devant la Cour de justice de la République des anciens ministres Dominique de Villepin, Michèle Alliot-Marie et Michel Barnier, suspectés d'avoir agi délibérément pour soustraire à la justice des mercenaires biélorusses suspectés d'être responsables de l'attaque contre les forces françaises.
Le 25 juin 2018, le parquet de Paris sollicite le renvoi devant la cour d’assises pour « assassinats, tentatives d’assassinats et destruction des biens d’autrui aggravée par deux circonstances (en réunion et au préjudice d’une personne dépositaire de l’autorité publique) » de trois pilotes accusés d’avoir participé au raid : un lieutenant-colonel et un lieutenant de l’armée ivoirienne, Patrice Ouei et Ange Magloire Gnanduillet Attualy, et un mercenaire biélorusse, Yury Sushkin. Elle a en revanche rendu un non-lieu partiel concernant un autre mis en cause biélorusse, Barys Smahin, des doutes demeurant sur sa participation.

## Procès
Le procès d'assises des trois pilotes identifiés, une première fois renvoyé en mars 2020 pour cause de crise sanitaire, consécutive à la pandémie de Covid-19, s’est ouvert le 29 mars 2021 devant la cour d’assises de Paris spécialisée en matière militaire et statuant en défaut criminel. Il est audiencé sur trois semaines. Le 15 avril 2021, les trois accusés sont condamnés par contumace à la réclusion à perpétuité,.

## Thèses

### Bavure ivoirienne
Selon le général Henri Poncet, la frappe « était manifestement délibérée », mais il estime toutefois que le président Gbagbo était « trop fin politique pour donner un ordre aussi absurde ». Il propose l'hypothèse suivante : « Lorsqu’il a été clair que l’aventure militaire allait tourner à l’échec, les extrémistes [dans l’entourage de Gbagbo] se sont sentis en danger. Ils ont donc décidé sciemment de s’engager dans une stratégie de rupture [avec] la France [qui] avait le profil du bouc émissaire responsable de l’échec […]. Je persiste à penser que ces extrémistes, dans lesquels on peut inclure Mamadou Koulibaly, Charles Blé Goudé, Kadet Bertin Gahié et Philippe Mangou, se trouvaient à l’origine directe du bombardement du lycée Descartes. »

### Bavure manipulée
Selon l’avocat des victimes françaises, Me Jean Balan, quelqu’un a fourni une fausse information à l’armée ivoirienne afin qu’elle bombarde la base française de Bouaké, le but étant de légitimer le renversement du président Gbagbo. Cette thèse est celle de la « bavure manipulée » : l’armée ivoirienne aurait été informée par les services secrets français de la tenue dans le bâtiment bombardé à Bouaké d’une réunion de rebelles, alors que celui-ci était un local vidé pour l'occasion sous le prétexte d'inventaire. Il n’était pas prévu que des soldats iraient s’abriter derrière. L’objectif était de stopper l’offensive ivoirienne et de mettre le président ivoirien en grande difficulté.
Selon l'association Survie, cette thèse est partagée par le général Renaud de Malaussène, nommé commandant en second de la force Licorne deux mois après le bombardement.
Jean Balan soutient cette version de l'affaire en 2020 (voir bibliographie).